# Ретеюм, Алексей Юрьевич
Алексей Юрьевич Ретеюм (род. 22 августа 1941, Бодайбинский район, Иркутская область) — советский и российский учёный-географ, доктор географических наук (1988), профессор Географического факультета МГУ, Лауреат премии Ленинского комсомола (1973) и Золотой медали им. П. П. Семёнова-Тян-Шанского РГО (1992).

## Биография
Родился 22 августа 1941 года в семье геолога на прииске Перевоз Бодайбинского района Иркутской области.

### Образование
В 1963 году окончил с отличием географический факультет МГУ.
В 1966—1969 годах обучался биолого-почвенный факультет МГУ.
В 1968 году защитил кандидатскую диссертацию по теме «Динамика ландшафта в сфере влияния водохранилищ».
В 1987 году защитил докторскую диссертацию по теме «Нуклеарные геосистемы: их структура, организация и распространение».

### Научная и преподавательская работа
В 1963—1977 годах начал работать в Институте географии АН СССР.

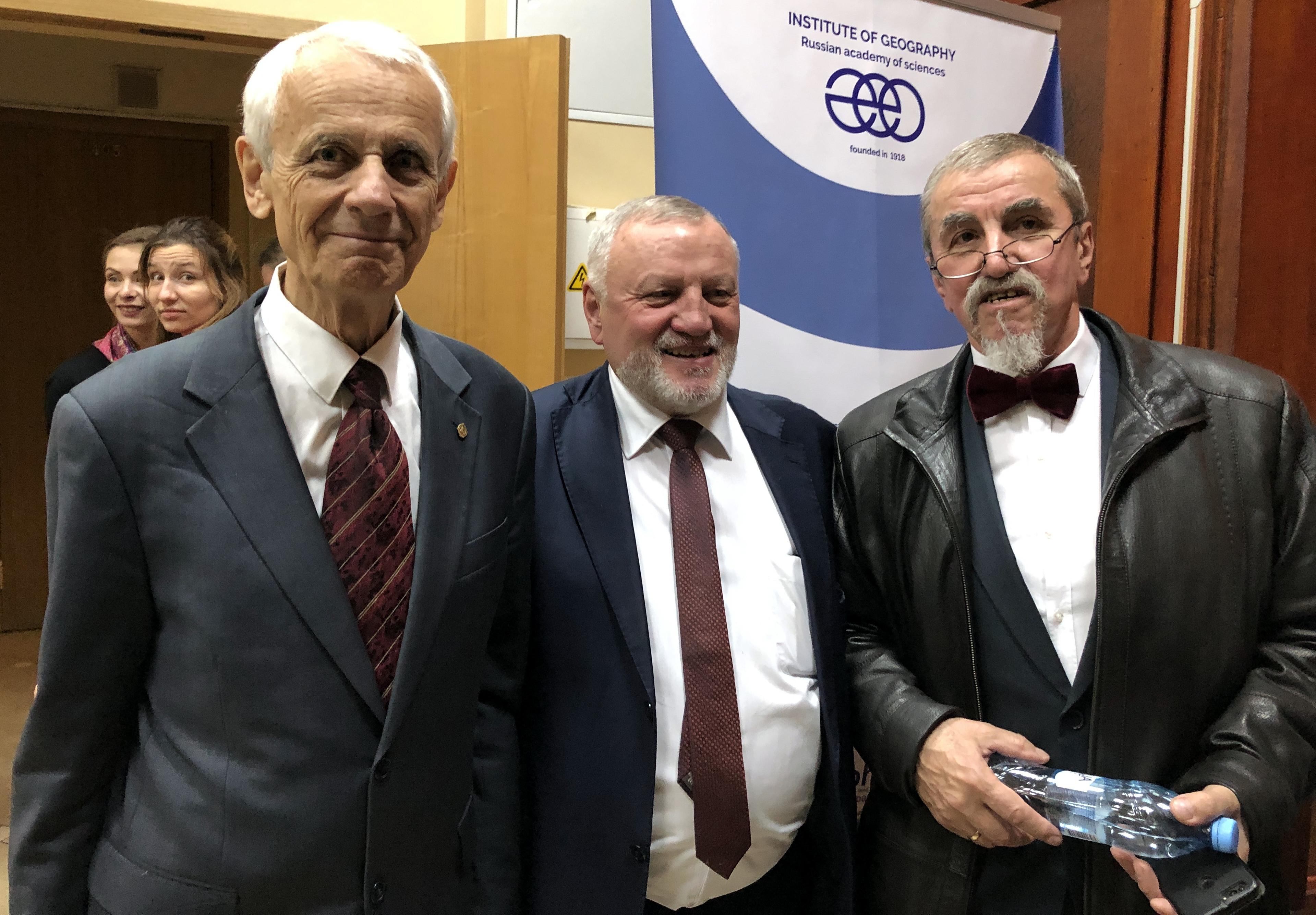
На юбилее Института географии РАН, 2018

В 1977—1989 годах работал в Институте системных исследований АН СССР и ГКНТ.
Затем работал в КЕПСе при Президиуме РАН и в СОПС РАН и Минэкономразвития РФ.
С 1995 года — профессор кафедры физической географии и ландшафтоведения географического факультета МГУ (с перерывом в 2001—2008). Читает лекции по курсам: «Введение в общую географию», «Землеведение», «Теоретические основы экологических экспертиз», «Оценка воздействия на окружающую среду» и «Проблемы географии».
Прогнозировал последствия при строительстве гидротехнических сооружений и разработке месторождений нефти и газа.
Обосновал теорию нуклеарных систем как сгустков вещества и энергии разного масштаба.
Развивает концепцию Менделеева-Ярковского о трансводородном элементе ньютонии (эфире), потоки которого влияют на расширение Земли.
Установил существование восьмиричной периодичности:
- 22-летние (цикл Хейла)
- 178-летние циклы
- 1,430-летние циклы
- 11,400-летние (цикл голоцена)
- 91,000-летние (цикл Миланковича).

Обобщает факты и изучает процессы связанные с синтезом химических элементов в ядре Земли и дегазации глубинного водорода, вызывающие изменения окружающей среды.
Объяснил диссимметрию «Север-Юг» Земли и Солнца, в связи с влиянием Юпитера.
Показал, что вспышки сверхновых звёзд оказывают влияние на биосферу. Обнаружил связь Землетрясения на Суматре (2004) со взрывом магнетара SGR 1806-20 (Стрелец (созвездие)).
Ввел термин «оценка воздействия на окружающую среду».

## Награды и премии
- 1973 — Премия Ленинского комсомола, за цикл работ «Изучение влияния гидротехнических систем на равнинных реках на окружающую природную среду»
- 1992 — Золотая Медаль имени П. П. Семёнова-Тян-Шанского РГО, за монографию «Земные миры» (1988)
- 2021 — Первая премия Европейского фонда имени Ж. Бенвенисте, за работу «Обнаружение разрушительных последствий для человека ионизации клеток организма галактическими космическими лучами».

## Членство в организациях
- Русское географическое общество
- Совет по изучению производительных сил[уточнить]